# Ealhhun
Ealhhun oder Alhhun († zwischen 869 und 872) war Bischof von Worcester. Er wurde zwischen Dezember 844 und November 845 zum Bischof geweiht und trat sein Amt im gleichen Zeitraum an. Er starb zwischen 869 und 872.